# Piptadenia adiantoides
Piptadenia adiantoides är en ärtväxtart som först beskrevs av Spreng., och fick sitt nu gällande namn av James Francis Macbride. Piptadenia adiantoides ingår i släktet Piptadenia och familjen ärtväxter. Inga underarter finns listade i Catalogue of Life.